# Рощупкина, Виктория Андреевна
Викто́рия Андре́евна Рощу́пкина (бел. Вікторыя Андрэеўна Рашчупкіна; род. 23 мая 1995, Брест) — белорусская легкоатлетка, специалистка по спортивной ходьбе. Выступает за сборную Белоруссии по лёгкой атлетике с 2012 года, победительница и призёрка первенств республиканского значения, участница летних Олимпийских игр в Токио.

## Биография
Виктория Рощупкина родилась 23 мая 1995 года в Бресте. Занималась лёгкой атлетикой в Брестской областной специализированной детско-юношеской школе олимпийского резерва и в Республиканском центре олимпийской подготовки.
Впервые заявила о себе на международном уровне в сезоне 2012 года, когда вошла в состав белорусской национальной сборной и выступила на Кубке мира по спортивной ходьбе в Саранске, где в юниорской гонке на 10 км заняла 13-е место. Также в этом сезоне стартовала в ходьбе на 10 000 метров на юниорском мировом первенстве в Барселоне, но здесь сошла с дистанции, не показав никакого результата.
В 2013 году на Кубке Европы в Дудинце финишировала четвёртой в личном зачёте юниорок и тем самым помогла своим соотечественницам выиграть бронзовые медали командного зачёта. На юниорском европейском первенстве в Риети была дисквалифицирована за нарушение техники ходьбы.
В 2014 году стала седьмой среди юниорок на Кубке мира в Тайцане, закрыла десятку сильнейших на юниорском мировом первенстве в Юджине.
На молодёжном европейском первенстве 2015 года в Таллине в ходьбе на 20 км пришла к финишу восьмой.
В 2016 году в дисциплине 20 км одержала победу на чемпионате Белоруссии в Гродно.
В 2017 году заняла 13-е место на Кубке Европы в Подебрадах, финишировала четвёртой на молодёжном европейском первенстве в Быдгоще.
В 2018 году показала 21-й результат на командном чемпионате мира по спортивной ходьбе в Тайцане и 17-й результат на чемпионате Европы в Берлине.
В 2019 году на Кубке Европы в Алитусе закрыла десятку сильнейших в личном зачёте 20 км и стала бронзовой призёркой женского командного зачёта. На чемпионате Белоруссии в Минске с личным рекордом 1:30:15 превзошла всех соперниц и завоевала золотую награду.
В 2020 году на чемпионате Белоруссии в Гродно защитила звание чемпионки на дистанции 20 км.
В 2021 году финишировала 16-й на командном чемпионате Европы по спортивной ходьбе в Подебрадах. Имея результат выше олимпийского квалификационного норматива (1:31:00), благополучно прошла отбор на летние Олимпийские игры в Токио — в программе ходьбы на 20 км показала результат 1:43:33, расположившись в итоговом протоколе соревнований на 49-й строке.